# Étalante
Étalante település Franciaországban, Côte-d’Or megyében. Lakosainak száma 128 fő (2022. január 1.). Étalante Aignay-le-Duc, Poiseul-la-Grange, Duesme, Échalot, Minot, Moitron, Oigny és Orret községekkel határos.

## Népesség
A település népességének változása:
| Lakosok száma | 299  | 195  | 185  | 134  | 130  | 148  | 156  | 138  | 129  | 128  |
|               | 1968 | 1982 | 1990 | 2006 | 2013 | 2015 | 2017 | 2019 | 2020 | 2022 |